# Górzno (gemeente in powiat Brodnicki)
De gemeente Górzno is een stad- en landgemeente in het Poolse woiwodschap Koejavië-Pommeren, in powiat Brodnicki.
De zetel van de gemeente is in Górzno.
Op 30 juni 2004 telde de gemeente 3921 inwoners.

## Oppervlakte gegevens
In 2002 bedroeg de totale oppervlakte van gemeente Górzno 119,38 km², waarvan:
- agrarisch gebied: 44%
- bossen: 49%

De gemeente beslaat 11,49% van de totale oppervlakte van de powiat.

## Demografie
Stand op 30 juni 2004:
| Omschrijving                   | Totaal | Totaal | Vrouwen | Vrouwen | Mannen | Mannen |
| ------------------------------ | ------ | ------ | ------- | ------- | ------ | ------ |
| eenheid                        | aantal | %      | aantal  | %       | aantal | %      |
| inwoners                       | 3921   | 100    | 1967    | 50,2    | 1954   | 49,8   |
| bevolkingsdichtheid (inw./km²) | 32,8   | 32,8   | 16,5    | 16,5    | 16,4   | 16,4   |

In 2002 bedroeg het gemiddelde inkomen per inwoner 1607,68 zł.

## Administratieve plaatsen (sołectwo)
Czarny Bryńsk, Fiałki, Gołkowo, Górzno-Wybudowanie, Miesiączkowo, Szczutowo, Szynkówko, Zaborowo.

## Aangrenzende gemeenten
Bartniczka, Lidzbark, Lubowidz, Świedziebnia